# Börm
Börm település Németországban, Schleswig-Holstein tartományban. Lakosainak száma 743 fő (2023. december 31.).

## Népesség
A település népességének változása:
| Lakosok száma | 681  | 744  | 748  | 766  | 779  | 770  | 743  |
|               | 1975 | 2014 | 2017 | 2019 | 2021 | 2022 | 2023 |